# Federico Cortés
Federico A. Cortés (San Salvador de Jujuy, 24 de novembro de 1937) é um ex-ciclista olímpico argentino. Cortés representou sua nação nos Jogos Olímpicos de Verão de 1960, realizadas na capital italiana, Roma.